# النا تیورینا
النا تیورینا (به انگلیسی: Yelena Tyurina) (زاده ۱۲ آوریل ۱۹۷۱ در یکاترینبورگ) بازیکن سابق تیم ملی والیبال زنان روسیه است.
او به همراه تیم ملی روسیه در المپیک سال‌های ۱۹۹۲ - ۲۰۰۰ - ۲۰۰۴ مدال نقره را به دست‌آورد. او در مسابقات جایزه بزرگ جهان ۱۹۹۷ به عنوان باارزش‌ترین بازیکن انتخاب شد.